# Mon petit gazon
Mon petit gazon (également appelé MPG) est un jeu français de fantasy football créé en 2011. Il s'appuie depuis juillet 2019 sur six compétitions européennes : la Ligue 1 (France), la Premier League (Angleterre), la Liga (Espagne), la Série A (Italie), la Ligue 2 (2e division France) et la Ligue des champions de l'UEFA (Europe). Ses propriétaires sont Martin Jaglin, Benjamin Fouquet et Grégory Rota.
Entre 2016 et 2018, le jeu s'appelait My Little Nuts au Royaume-Uni et Mi Gran Delantera en Espagne avant d'être rebaptisé MPG en août 2018 avec un logo affublé d'une chèvre, animal dont on donne le nom à un mauvais joueur de football voire à une équipe entière.

## Système de jeu
L'objectif du jeu est de gagner le championnat de la ligue créée avec des matchs aller-retour.
Le jeu se déroule en plusieurs étapes : création de la ligue, recrutement des équipes lors d'un mercato, championnat avec confrontations lors des matchs des journées réelles de championnat.
Tout d'abord un groupe de personnes crée une ligue. Elle peut comporter deux, quatre, six, huit ou dix joueurs.
Une fois celle-ci complète, des enchères à l'aveugle sont organisées en plusieurs tours. Chaque joueur dispose de 500 millions d'euros afin de faire son mercato en misant sur des joueurs à partir d'un prix de base. À chaque tour celui qui a la plus grosse enchère sur un joueur l'incorpore dans son effectif.
Une fois cette phase terminée, les matchs peuvent commencer (dès la prochaine journée réelle de championnat). Chaque joueur doit alors aligner 11 joueurs plus des remplaçants (avec possibilité de faire des remplacements tactiques si un joueur a une note plus faible que celle définie) afin de remporter la confrontation qui l'oppose à un autre joueur. Si un footballeur sélectionné dans l'une des équipes virtuelles marque dans la réalité, il inscrit aussi un but réel dans le jeu. 
À la fin de chaque match les joueurs sont notés grâce à un algorithme reprenant et décomposant les statistiques des joueurs, en partenariat avec Opta Sports. Si un joueur n'a pas déjà marqué et qu'il s'est vu attribuer une meilleure note que la défense et le gardien de l'équipe adverse, il inscrit un but virtuel (ou but MPG). 
Enfin s'ajoutent des bonus dans l'esprit humoristique du jeu :
- « La valise à Nanard » (une référence à Bernard Tapie et l'affaire VA-OM) permet de corrompre l'arbitre et annule un but adverse.
- « Zahia » (référence à Zahia Dehar) motive l'équipe et offre un bonus sur la note de tous les joueurs.
- « Suarez » (référence à la morsure de Luis Alberto Suárez sur Otman Bakkal) vise le gardien adverse et lui impose un malus d'un point.
- « Tonton Pat' » (en référence au coup de pied asséné par Patrice Evra à un supporter de sa propre équipe) annule les remplacements tactiques de l'adversaire.
- « Chapron Rouge » (en référence au tacle de l'arbitre Tony Chapron sur le joueur Diego Carlos) remplace au hasard un des joueurs de champ, de l'adversaire ou non, par un rotaldo.
- « Miroir Allianz » (en référence à Allianz l'assureur partenaire) retourne le bonus contre l'adversaire qui l'avait initialement activé.
- « Uber Eats » (en référence à Uber Eats, partenaire) ajoute un point au joueur sélectionné ; anciennement nommé « Tonton médecine » puis « Red Bull ».

Une fois le score définitif établi, les joueurs gagnent des points (3 pour la victoire, 1 pour le nul et 0 pour la défaite). Les joueurs s'affrontent deux fois : à domicile et à l'extérieur. Le gagnant est celui qui termine premier du classement de sa ligue à la fin de toutes les rencontres.
Le déroulement du jeu s'adapte aux aléas du monde réel, ce qui a été particulièrement remarquable pour la saison 2018-2019 concernant le championnat de France, avec les nombreux reports liés au mouvement des gilets jaunes ou aux conséquences du décès tragique d'Emiliano Sala.
Il y a plusieurs achats possibles dans le jeu : 
- Des achats individuels pour améliorer le confort de jeu sans impact sur le résultat, comme l'option sans publicité, les maillots pour son avatar, l'option pour voir les notes en direct.
- Des achats collectifs pour la ligue créée, comme le mode expert permettant de continuer à faire des transferts après le mercato et d'ajuster son équipe.
- Des achats individuels avec impact sur le résultat du match, comme l'achat possible d'une deuxième valise à Nanard

## Histoire
Fantaleague, l’ancêtre de Mon petit gazon, a été créé en 2005 par trois amis vivant à Lyon : Jean-Charles Porchy, Charles Morat et Rodolphe Petit, avant d'être racheté le 23 juillet 2011,. Le jeu s'inspire des jeux de fantasy football existant depuis longtemps aux États-Unis, en Italie ou encore en Angleterre, à la différence notable que MPG n'intègre pas de pari d'argent (contrairement à FanDuel ou DraftKings) et ne propose pas de cadeaux (contrairement à Fantasy Premier League). De plus, le jeu ne consiste pas à cumuler le maximum de points mais à battre ses adversaires dans des confrontations directes avec un résultat identique d'un match de foot réel.
MPG nait en 2011, à la suite du rachat de Fantaleague par trois amis (Martin Jaglin, Benjamin Fouquet, Gregory Rota) en parallèle de leurs emplois respectifs (dans le marketing chez 1000mercis) afin de s'amuser. Ils souhaitent en faire un jeu entre potes, avec des achats pour financer les évolutions du jeu sans que cela devienne du "payer pour gagner" ("pay-to-win", mécanique de jeu avec incitation à faire un maximum d'achats pour avoir des avantages sur ceux qui n'en font pas ou qui en font moins). 
De 2011 à 2014, le jeu utilisait les notes de L'Équipe sans leur accord, ce qui leur a valu des menaces de poursuite judiciaire. MPG a alors remplacé ces notes grâce à un algorithme propriétaire. Celui-ci est basé sur 80 statistiques issues des matchs réels (achetées à un fournisseur de statistiques). Le processus donne ainsi une note sur 10 à chaque joueur. Les notes de l’Équipe ont refait leur apparition dans MPG à l'été 2018 après un accord entre les 2 sociétés.
En 2016, le jeu compte 200 000 utilisateurs. Voyant le succès du jeu auprès du public, ils ont décidé dans un premier temps de réaliser un crowdfunding en mars 2016. Après avoir collecté 40 300 euros en trois semaines, ils ont alors démarré une refonte du site web et ont lancé une application mobile.
En 2016, le championnat anglais a été ajouté au championnat français dans le jeu. Et MPG part à la conquête de l'Angleterre (potentiel de 5 millions d'utilisateurs). 
En 2016, la Ligue de football professionnel (LFP) leur a adressé des courriers recommandés pour leur signifier son intention de lancer une action en justice à leur encontre. Le tollé de l'annonce sur les réseaux sociaux, et le changement de directeur général exécutif avec l'arrivée à la tête de la LFP de Didier Quillot, ont mis un coup d'arrêt à l'action légale. Finalement, en août 2017, la LFP est devenue partenaire du jeu.
Entre 2016 et 2018, les trois fondateurs ont quitté leurs emplois pour se consacrer pleinement à MPG.
En août 2017, la version espagnole du site (Mi Gran Delantera à l'époque) est lancée et le championnat espagnol ajouté. 
Les nouveautés de 2017 sont les badges qui ont été introduits afin d'être collectionnés par les joueurs. Ils sont attribués en fonction des performances (badge en feu si on inscrit cinq buts réels en un match, badge la punition si l'on a au moins six buts de moins que son adversaire, badge la chèvre si on termine dernier de sa ligue, etc.).
En janvier 2018, MPG a annoncé une levée de fonds de 1 million d'euros auprès d'investisseurs privés comme Sébastien Bazin, Martin Solveig ou encore Jean-Étienne Amaury.
Durant la coupe du monde de football 2018, MPG a lancé MonPetitProno (MPP), un jeu de pronostics gratuit dans lequel il fallait prévoir les vainqueurs des matchs afin de gagner des points. Ceux-ci étaient attribués grâce à un système de cotes. Ce jeu a rencontré un grand succès avec 800 000 joueurs contre 100 000 attendus. 
Le même été 2018, MPG a également mis en place MonPetitTransfert, une application qui consistait chaque semaine à prédire cinq transferts, le joueur gagnait des points en fonction de la destination du joueur et si le montant du transfert parié était exact. Ce mode de jeu n'a pas connu un grand succès et il n'a pas été reconduit lors de l'été 2019 contrairement à MonPetitProno pour la CAN 2019.
En septembre 2018, en partenariat avec La chaîne L'Équipe, MPG a lancé la première émission de fantasy football en France, réalisée chaque semaine sur les plateaux de La chaîne L'Équipe.
En 2018, PUMA s'associe à Mon petit gazon. Avec ce partenariat, avec l’application et son million d’utilisateurs, le groupe allemand devient alors l'équipementier le plus représenté sur le net.
En 2019, MPG emploie 12 personnes et dépasse la barre symbolique du million d'euros de chiffre d'affaires (en forte hausse de +60% par rapport à l'année précédente) avec 80% des revenus provenant de la publicité et 20% des achats en ligne dans le jeu. La communauté d'utilisateurs a également fortement progressé pour atteindre 1,3 million d'utilisateurs en France (dont 650 000 qui ont été actifs sur l'année) et environ 40 000 utilisateurs cumulés en Angleterre et Espagne. La force de MPG est d'avoir réussi à conserver un lien fort avec sa communauté, 70% des joueurs de 2011 étant encore actifs. 
En juillet 2019, le jeu annonce des nouveautés pour la saison 2019-2020. Parmi celles-ci, l'ajout de la Ligue 2 française, de la Série A italienne, de la Ligue des champions de l'UEFA européenne et d’un nouveau système de montées/descentes. À ceci s'ajoute une amélioration du mode Expert avec un module de prêt de joueur et une refonte du Mur de la taille (un espace de communication mis à la disposition des joueurs).
En 2019, malgré un succès incontestable en France, MPG a peu d'utilisateurs à l'étranger, seulement 45 000, essentiellement en Espagne. Mon petit gazon a du mal à s'imposer dans ce dernier pays ainsi qu'en Angleterre malgré la possibilité de jouer avec leurs championnats,.
Lors de la saison 2020-2021, Mon petit gazon poursuit son développement en signant un partenariat avec Allianz France.
La saison 2020-2021 est perturbée par le Covid et l'arrêt prématuré des championnats, ce qui a remis en cause temporairement le modèle MPG basé sur les revenus publicitaires (coupures de grands budgets publicitaires pendant la crise). MPG prévoyait un chiffre d'affaires de 1,3 million d'euros en 2021.
Début 2021, MPG annonce une dynamique qui continue d'être positive malgré les confinements, avec 1,8 million d'utilisateurs (1,6 million en 2020), dont plus de 900 000 joueurs actifs ces derniers mois (90% sont des hommes). La dépendance aux publicités a également baissé, elle ne représente plus que 70% des revenus, les 30% restants venant des achats en ligne dans le jeu.
En octobre 2022, la Ligue de Football Professionnel (LFP) annonce le rachat de MPG afin de conquérir de nouvelles catégories de fans et de promouvoir de nouveaux contenus auprès de leurs audiences digitales.

## Communauté
Mon petit gazon s'adressait initialement aux passionnés de football qui analysent les matchs précédents et l'historique des joueurs. Différentes plateformes proposant ces données sont apparues sur le net afin d'aiguiller les choix tactiques de ces aficionados. 
Depuis, Mon petit gazon a évolué pour toucher un public plus large. Des outils pour aider les plus novices ont été introduits avec notamment la mise en avant d'un outil pour voir les statistiques des joueurs et des communications sur Facebook sur les compositions probables pour chaque match (tour des stades avec les infos des blessés, des suspendus et des incertains).
Cette stratégie a généré un grand effet de bouche-à-oreille et s'est avérée payante puisque le jeu recensait 45 000 utilisateurs en 2014, 200 000 utilisateurs en 2016, puis 320 000 joueurs le 13 janvier 2017,. En 2019, il y en a 1,3 million.

### Partenariat avec les journalistes sportifs
MPG a bénéficié de la promotion de personnes influentes dans le milieu comme les journalistes de RMC Sport avec qui ils sont partenaires. Puis en septembre 2018, en partenariat avec La chaîne L'Équipe, MPG a lancé la première émission de fantasy football en France, réalisée chaque semaine sur les plateaux de La chaîne L'Équipe.
Des joueurs professionnels jouent également à MPG comme Nicolas Benezet de l'En Avant de Guingamp ou Romain Danzé du Stade rennais. 
Le DJ Martin Solveig est lui aussi un amateur du site.

### Disparition du site web
En 2021, la disparition du site web a généré de nombreuses critiques de la part de la communauté. En juillet 2022, MPG annonce sur sa page Facebook le retour du site web. Le site est alors développé à Nantes par l'agence AquilApp

## Chiffres clés
Ci-dessous les derniers chiffres communiqués dans la presse ou sur la page Facebook MPG :
| 2011 | 11 000 utilisateurs                                                                                 |
| 2014 | 45 000 utilisateurs                                                                                 |
| 2016 | 200 000 utilisateurs                                                                                |
| 2019 | 1,3 million d'utilisateurs (l'ambition pour 2021 était d'avoir 3 millions d'utilisateurs en France) |
| 2020 | 1,6 million d'utilisateurs                                                                          |
| 2021 | 1,8 million d'utilisateurs inscrits                                                                 |

| 2016 | 55 000 joueurs actifs             |
| 2021 | 900 000 joueurs actifs début 2021 |

| 2019 | 40 000 utilisateurs cumulés en Angleterre et Espagne, soit 3% du total des utilisateurs |
| 2021 | Moins de 10% des joueurs sont à l'étranger                                              |

| 2021 | 30 000 joueurs ont fait un achat de pack ou bonus |

| 2011 | 0 euros ("Le site ne gagne pas d'argent. Notre objectif est surtout de nous amuser") |
| 2019 | 1 million d'euros                                                                    |
| 2020 | 1,3 million d'euros                                                                  |

| 2019 | La publicité représente 80% des revenus de MPG |
| 2021 | La publicité représente 70% des revenus de MPG |

## Distinctions
En juin 2019, l'application est classée parmi les meilleurs jeux de football dans l'App Store aux côtés de Pro Evolution Soccer 2019 ou FIFA football ainsi que dans le « top 30 des applis disruptives « par Challenges dans son numéro de juin 2019.